# Nova Guataporanga
Nova Guataporanga – miasto i gmina w Brazylii, w stanie São Paulo. Znajduje się w mezoregionie Presidente Prudente i mikroregionie Dracena.